# اختروش دوقولو
اختروش دوقولو (انگلیسی: Twin Quasar) (که با نام‌های Twin QSO, Double Quasar, SBS 0957+561، TXS 0957+561، Q0957+561 یا QSO 0957+561 A/B نیز شناخته می‌شود)، در سال ۱۹۷۹ کشف شد و نخستین شیئی بود که با همگرایی گرانشی شناسایی شد.(با اولین تشخیص ناشی از انحراف نور در سال ۱۹۱۹ اشتباه گرفته نشود). این یک اختروش است که از زمین به صورت دو تصویر ظاهر می‌شود که نتیجهٔ عدسی گرانشی ناشی از کهکشان YGKOW (نام قبلی همین مقاله) است که مستقیماً بین زمین و این اختروش قرار دارد.

## اختروش
در واقع اختروش دوقلو یک اختروش منفرد است که ظاهر آن توسط گرانش کهکشان دیگری که بسیار نزدیکتر به زمین در امتداد همان خط دید است، تحریف شده است. این اثر همگرایی گرانشی نتیجهٔ انحراف فضازمان توسط کهکشان نزدیک است، همان‌گونه که نسبیت عام توصیف کرده است: بنابراین اختروش منفرد به عنوان دو تصویر مجزا ظاهر می‌شود که با ۶ ثانیه قوسی از هم جدا شده‌اند. . هر دو تصویر دارای قدر ظاهری ۱۷ هستند که جزء A دارای ۱۶٫۷ و جزء B دارای ۱۶٫۵ قدر ظاهری است. فاصله زمانی ۳ ± ۴۱۷ روز بین دو تصویر وجود دارد.